# Sakikos geheimer Schatz
Sakikos geheimer Schatz (jap. ひみつの花園, Himitsu no Hanazono, wörtlich: „Der geheime Garten“), Alternativtitel: Mein geheimer Garten bzw. Mein geheimer Schatz, ist eine japanische Filmkomödie von Regisseur Shinobu Yaguchi aus dem Jahr 1997. Die Hauptrollen spielten Naomi Nishida und Gō Rijū.

## Handlung
Sakiko, eine junge Frau aus Japans Bergregion, der Präfektur Yamanashi, fühlt sich schon seit ihrer Kindheit zu Geld hingezogen. Sie wird deshalb auf Anraten ihrer Mutter Kassiererin in der lokalen Bank. Doch schon bald empfindet Sakiko nur noch ein Gefühl der Leere, denn das Geld gehört nicht ihr. Als die Bank überfallen und Sakiko als Geisel genommen wird, fliehen die Gangster in das Aokigahara Jukai, einer riesigen Wildnis am Fuße des heiligen Berges Fujisan, wo sie allesamt in eine Schlucht stürzen. Nur Sakiko überlebt, indem sie sich an einen Koffer klammert, in dem sich das Geld aus dem Überfall befindet. Als sie aufgefunden wird, avanciert Sakiko zum Medienereignis. Doch ihr geht das in dem Koffer versunkene Geld nicht aus dem Sinn. Jetzt findet sie einen neuen Sinn in ihrem Leben.
Eine erste Expedition in Form eines Familienausflug in den Jukai scheitert an mangelnder Vorbereitung. In einer Fernsehsendung erfährt Sakiko, dass der Geologe Prof. Morita von der Tamagawa-Universität in Tokio ein Experte in der Erforschung des Jukai ist. Daher entschließt sie sich, dort Geologie zu studieren. Sie unternimmt dabei unglaubliche Anstrengungen, studiert hervorragend Geologie, wird eine ausgezeichnete Schwimmerin und Bergsteigerin und tut alles, um an das Geld in dem Koffer zu gelangen. Schließlich wagt sie eine erneute Expedition …

## Kritiken
„Der Film erzählt in grotesk ausgelassenem Stil von der Apathie der Mittelklasse, der Besessenheit, Geld zu haben, und von feministischer Selbsterfahrung im heutigen Japan. Die energiegeladene Heldin nimmt bedenkenlos jedes Risiko auf sich, um an Geld zu kommen. Auch in seinem zweiten Spielfilm setzt Shinobu Yaguchi (Jahrgang 1967) visuelle Wortspiele und Ironie ein und verwandelt damit die ernsthaften Bemühungen seiner Protagonistin in eine absurde Komödie und ihre hyperaktive Besessenheit in charmanten Slapstick. Ganz Enfant terrible des unabhängigen japanischen Kinos, ahmt Yaguchi die Luftaufnahme der einsamen Wildnis in Stanley Kubricks ›Shining‹ nach und baut einen witzigen Cartoon aus Standbildern ein, die von der Überwachungskamera der Bank stammen.“